# Горбуновский
Горбуновский — поселок в Верхнеуральском районе Челябинской области России. Входит в состав Краснинского сельского поселения.
Поселок основан в конце XIX века на землях Карагайского станичного юрта, здесь были наделы казаков Горбуновых. 

## География
Расположен в центральной части района, в верховьях реки Курасан. Расстояние до районного центра города Верхнеуральска 45 км.

## Население
| 2002 | 2010 |
| ---- | ---- |
| 338  | ↘272 |

(в 1970 — 419, в 1983 — 309, в 1995 — 341)

## Улицы
- Зелёная,
- Молодёжная,
- Центральная.

## Инфраструктура
- АО «Краснинское»,
- фельдшерско-акушерский пункт.